# Gnophos himalayana
Gnophos himalayana är en fjärilsart som beskrevs av Eugen Wehrli 1928. Gnophos himalayana ingår i släktet Gnophos och familjen mätare. Inga underarter finns listade i Catalogue of Life.